# Dodona eugenes
Dodona eugenes är en fjärilsart som beskrevs av Bates 1867. Dodona eugenes ingår i släktet Dodona och familjen Riodinidae. IUCN kategoriserar arten globalt som livskraftig. Inga underarter finns listade i Catalogue of Life.